# Wenzel Salomon

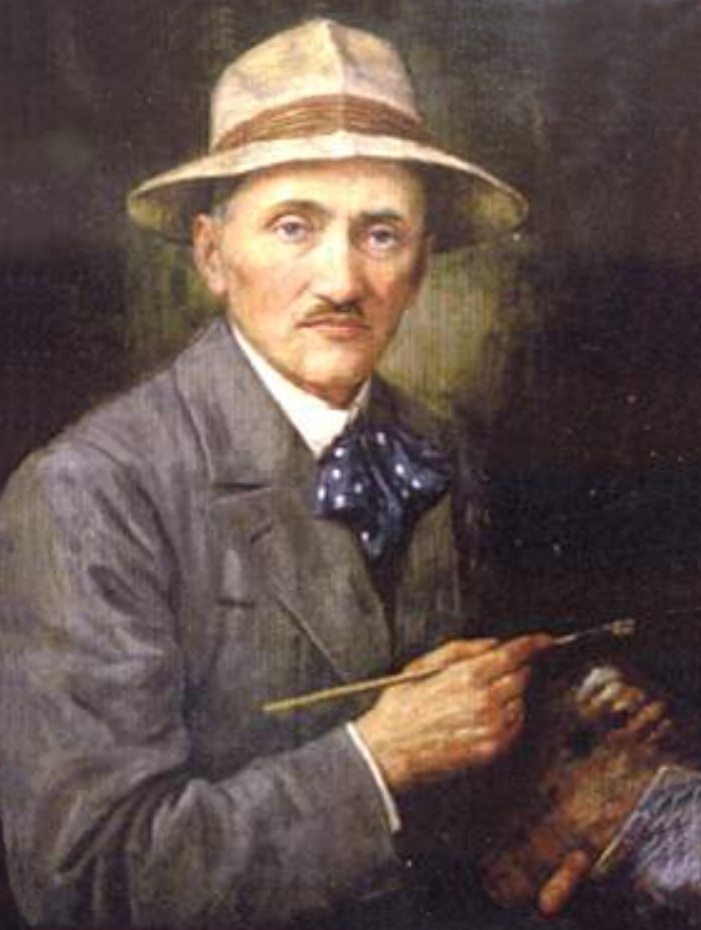
Selbstporträt des Malers Wenzel Salomon

Wenzel Salomon (* 4. Februar 1874 in Sankt Georgenthal; † 7. Juni 1953 in Rumburk) war ein deutsch-böhmischer  Landschaftsmaler und Porträtmaler.

## Leben und Wirken

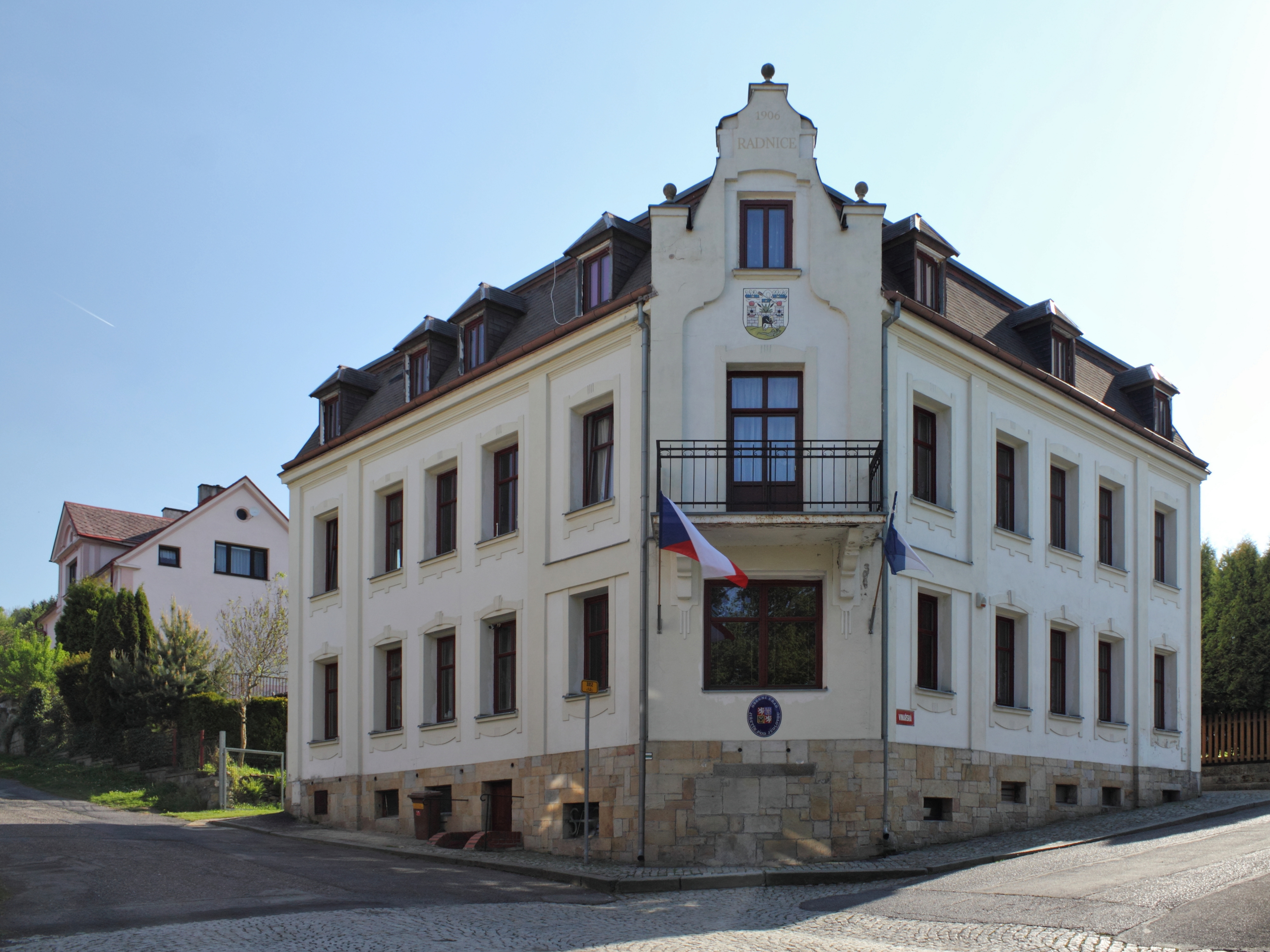
Wohnsitz des Malers in Jiřetín pod Jedlovou, Vinařská 32

Wenzel Salomon wurde in der Weberfamilie von Wenzel Salomon sen. und seiner Frau Apollonia geboren und wohnte in der heutigen Husova-Straße 111 in Sankt Georgenthal. Bis zum Jahr 1894 arbeitete er als Medailleur in Bodenbach. Anschließend ging er zum Militär und diente im 42. Infanterieregiment der Gemeinsamen Armee in Komotau, wo er den Rang eines Unteroffiziers erreichte. 
Danach studierte er Wandmalerei an der Münchner Akademie. Er lebte und arbeitete zunächst in verschiedenen Orten in Deutschland und Italien sowie in Wien und Brünn. Danach kehrte er in seine Heimatstadt nach Sankt Georgenthal zurück, heiratete und lebte zusammen mit seiner Frau und Tochter (die aber bereits als Kind an Typhus starb) im Haus Nr. 32 an der Ecke des Stadtplatzes zur heutigen Vinařská-Straße.
Er widmete sich hauptsächlich der Landschaftsmalerei und der Porträtmalerei und arbeitete als Restaurator in Kirchen. Außerdem schrieb er auch Beiträge für regionale Zeitungen, die in Warnsdorf und Rumburg erschienen. In den 1920er Jahren war er Mitbegründer und Mitglied des Künstlerbundes Niederland (tschech. Šluknovský výběžek) in Schluckenau. Nach 1945 durfte er in der Tschechoslowakei bleiben und starb im Jahr 1953 in Rumburk.

## Arbeiten
Er arbeitete hauptsächlich mit Ölfarben, es sind aber auch eine Reihe von Aquarellen von ihm bekannt. 
In seinen Bildern stellte er meist die Umgebung seiner Heimatstadt dar, u. a. Ansichten von Straßen, Gassen und Häusern der Stadt sowie die  Burgruine Tollenstein, den darunter liegenden Glockenturm, den  Tannenberg und den  Kreuzberg.
Außerdem malte er den Ringplatz von  Schönlinde, die Kopie eines Bildes des Malers August Frind (1852–1924) und schuf ein Gemälde für die Kirche der hl. Maria Magdalena in Schönlinde. Im Jahr 1923 malte er ein Bild für die Kapelle des hl. Johannes des Täufers auf dem Wachberg (Strážné vrch) bei Rumburk. Zwei Gemälde mit Darstellungen aus der Stadt Warnsdorf von 1912 befinden sich in der Sammlung des Warnsdorfer Museums. 
Im Jahr 1945 malte er in Sankt Georgenthal zwei Ölbilder, betitelt als Arbeitsgruppe von Frauen. Sie stellen den Todesmarsch von jüdischen Frauen aus den Außenlagern des KZ Groß Rosen im Raum Varnsdorf in Richtung des KZ Theresienstadt im April/Mai 1945 dar. Davon wird ein Bild in der Gedenkstätte Theresienstadt aufbewahrt, das andere ist verschollen.

## Werke (Auswahl)
- Blumenstillleben

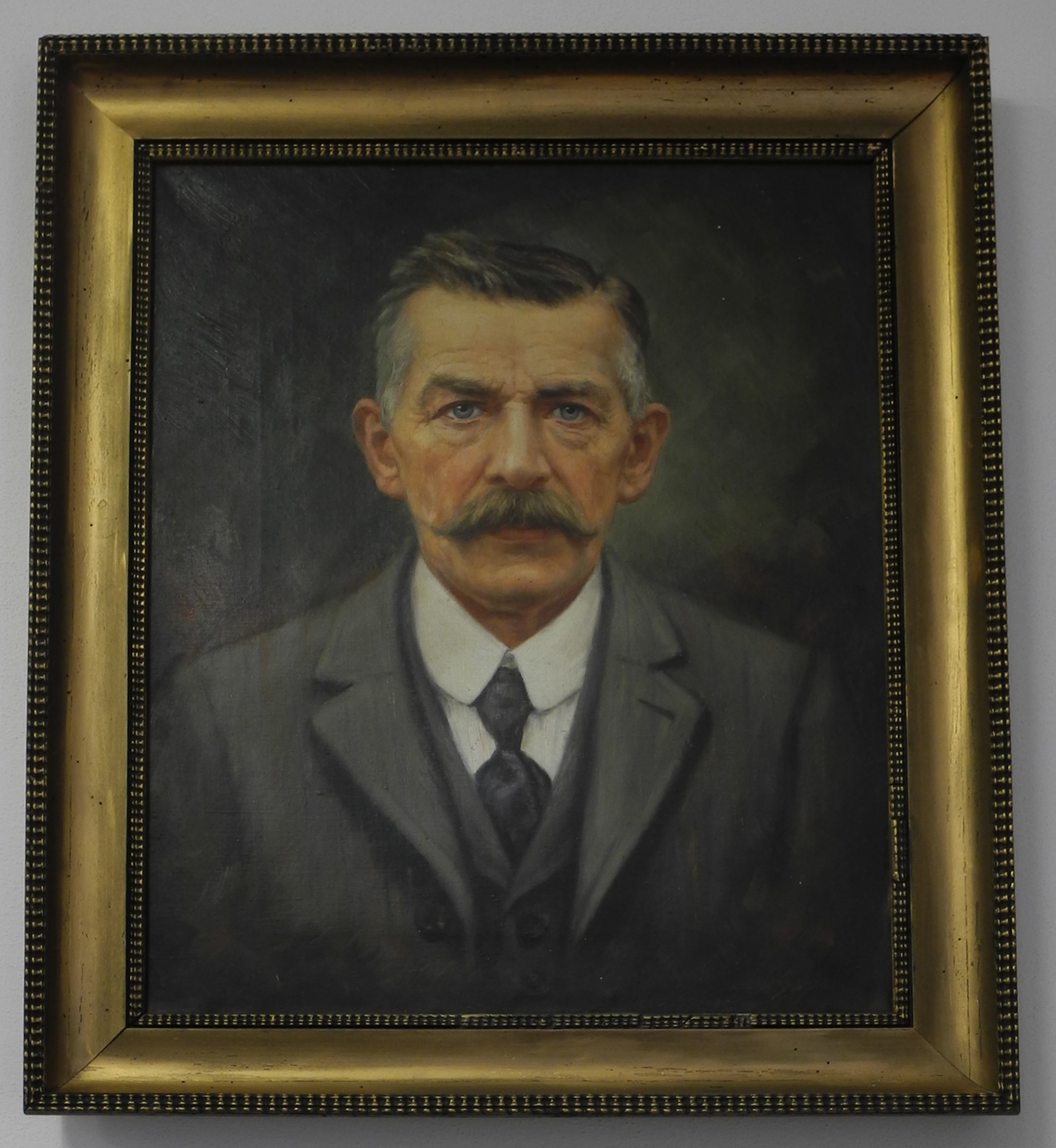
Porträt des Johann Ferdinand Karl Münzberg II. (1868–1925) von der Burg Tollenstein

- Ansicht von Warnsdorf mit der alten Hanisch-Villa (1912) im Museum Varnsdorf
- Stadtansicht von Warnsdorf (1912) im Museum Varnsdorf
- Porträt des Johann Ferdinand Karl Münzberg II. (1868–1925) im Stadtmuseum Rumburk
- Selbstporträt (1935)
- Arbeitsgruppe von Frauen (1945)

## Ausstellungen
Das Heimatmuseum Nordböhmisches Niederland in Böblingen hat 2015/16 in einer Ausstellung unter dem Titel Wenzel Salomon – Heimatmaler aus Georgenthal an den Maler erinnert.